# Jowhar
Jowhar ou Johar (Somali: Jowhar; Italiano: Giohar), antiga Villaggio Duca degli Abruzzi ou Villabruzzi, é uma cidade da Somália, capital da região de Shabeellaha Dhexe. Está localizada 90 km ao norte de Mogadíscio, nas coordenadas 2º 46' 48" Norte e 45º 30' 08" Leste. Sua população estimada em 2007 é de 48.000 habitantes. Juntamente com Baidoa, Jowhar foi usada como capital administrativa do Governo Transicional Federal, que, no final de 2006, a recapturou da União das Cortes Islâmicas.